# Lista jocurilor video Star Fox
Această listă conține o enumerare a jocurilor video Star Fox.
| Titlu                | Sistem            | Data lansării      | Japonia | Statele Unite ale Americii | Uniunea Europeană |
| -------------------- | ----------------- | ------------------ | ------- | -------------------------- | ----------------- |
| Star Fox             | Super NES         | 21 februarie 1993  | DA      | DA                         | DA                |
| Star Fox 64          | Nintendo 64       | 27 aprilie 1997    | DA      | DA                         | DA                |
| Star Fox: Adventures | Nintendo GameCube | 22 septembrie 2002 | DA      | DA                         | DA                |
| Star Fox: Assault    | Nintendo GameCube | 14 februarie 2005  | DA      | DA                         | DA                |
| Star Fox: Command    | Nintendo DS       | 3 august 2006      | DA      | DA                         | DA                |
| Star Fox 64 3D       | Nintendo 3DS      | 17 iulie 2011      | DA      | DA                         | DA                |
| Star Fox Zero        | Wii U             | 22 aprilie 2016    | DA      | DA                         | DA                |
| Star Fox Guard       | Wii U (eShop)     | 22 aprilie 2016    |         | DA                         | DA                |